# シウダーデルカルメン・ドルフィンズ
シウダーデルカルメン・ドルフィンズ (英語: Ciudad del Carmen Dolphins、デルフィンズ・デル・カルメン (スペイン語: Delfines del Carmen)。) は、メキシコ合衆国カンペチェ州シウダード・デル・カルメンに本拠地を置いたリーガ・メヒカーナ・デ・ベイスボルのプロ野球チームである。
本拠地球場はエスタディオ・レスルヒミエント。マイナーリーグAAAクラスを与えられている。
2011年にリーガ・メヒカーナ・デ・ベイスボルのチームとなった。リーグで最も新しいチームだった。
2017年に移転し、球団名が「ドゥランゴ・ジェネラルズ」に変更となる。